# 五里冢遗址
五里冢遗址，位于山东省德州市乐陵市城关镇五里冢，是中华人民共和国山东省文物保护单位之一。
1977年12月23日，授予山东省文物保护单位，是一座古遗址。

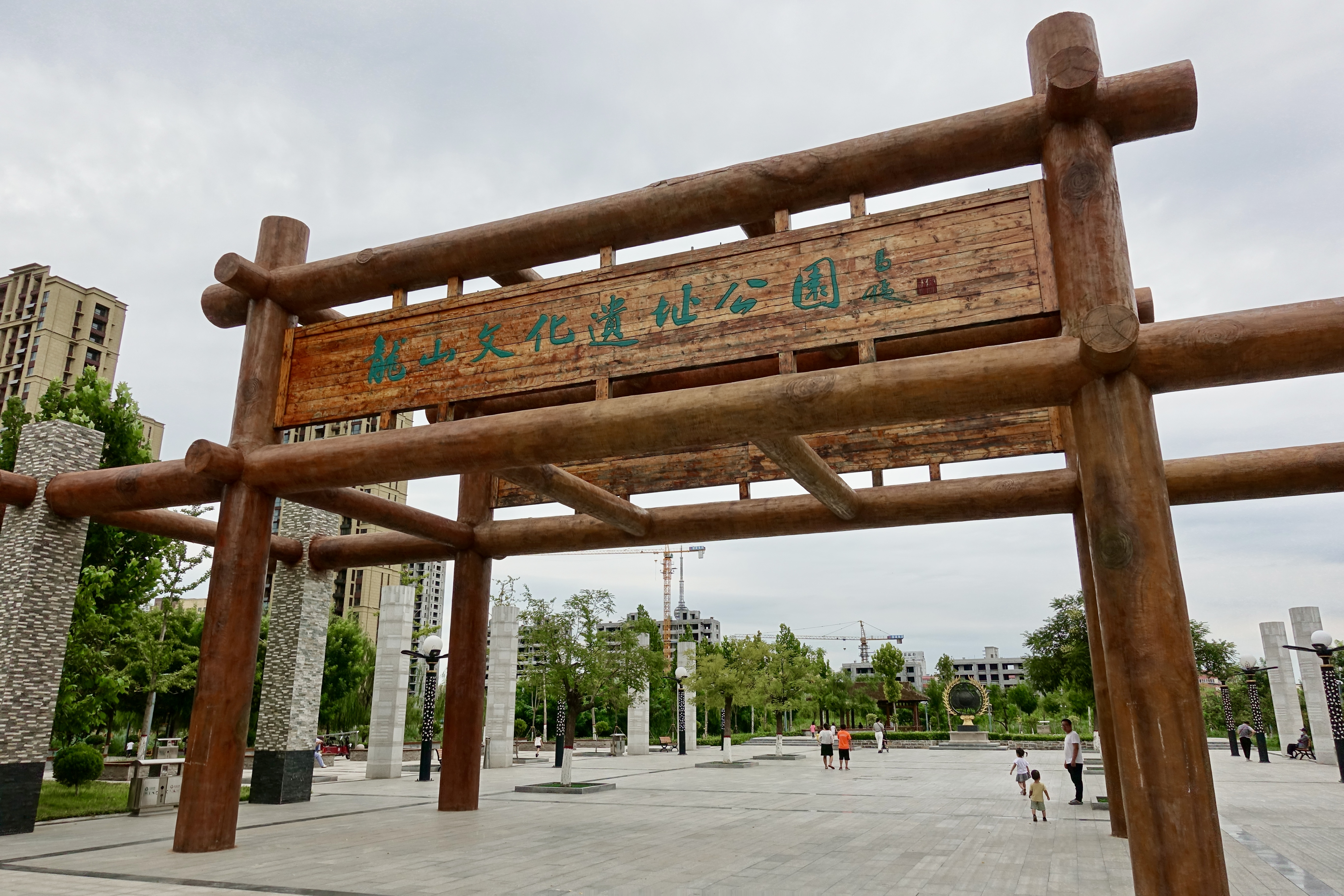
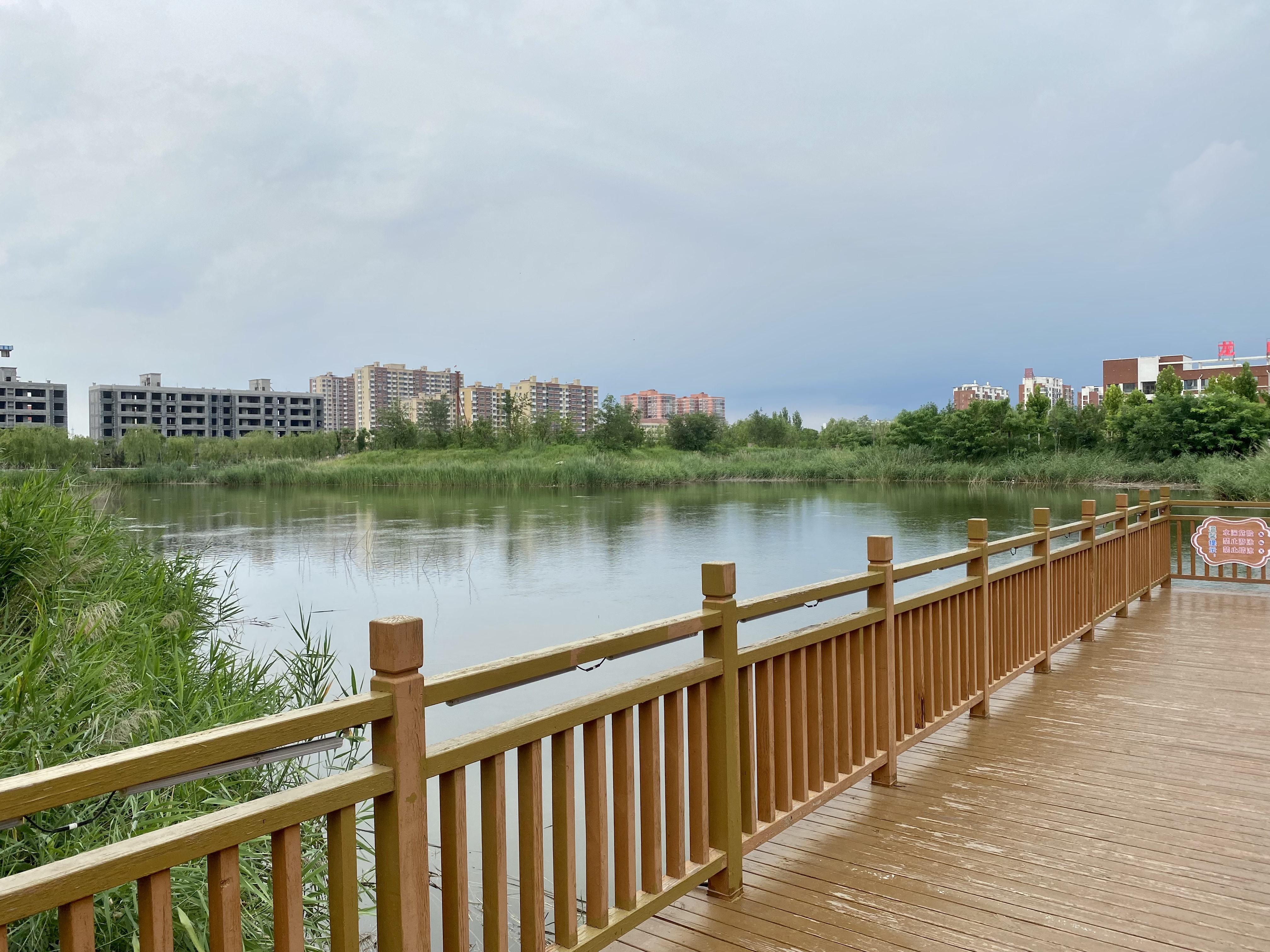

围绕五里冢遗址，目前建成龙山文化遗址公园。